# Blackball (Neuseeland)
Blackball ist eine Siedlung im Grey District der Region West Coast auf der Südinsel von Neuseeland.

## Geographie
Die Siedlung befindet sich rund 20 km nordöstlich von Greymouth in einem Seitental des Grey River/Māwheranui, in dem der Blackball Creek östlich die Siedlung passiert.

## Geschichte
Die Ortschaft wurde nach der Schifffahrtslinie Black Ball Line benannt, die das Land für den Kohleabbau gepachtet hatte. Das Bergwerk, zu dem die Siedlung gehörte, schloss 1964. Zur Erinnerung an den eingestellten Kohlebergbau wurde 2010 das Museum of Working Class History gegründet.

## Bevölkerung
Zum Zensus des Jahres 2013 zählte der Ort 291 Einwohner, 11,0 % weniger als zur Volkszählung im Jahr 2006.

## Verkehr
Blackball ist über eine Nebenstraße von Stillwater am New Zealand State Highway 7 zu erreichen.
Von 1909 bis 1960 war die ehemalige Bahnstrecke Ngahere–Roa in Betrieb, die durch den Ort führte. Der Personenverkehr wurde allerdings schon 1940 aufgegeben. Die Bahnstrecke war deshalb bemerkenswert, weil sie zwischen Blackball und dem oberhalb gelegenen Roa mit dem Bergbahn-System nach John Barraclough Fell ausgerüstet war. Dieses System Fell gab es nur auf drei Streckenabschnitten in Neuseeland und weltweit sonst kaum.